# The Ultimate Fighter: Heavy Hitters Finale
The Ultimate Fighter: Heavy Hitters Finale (también conocido como The Ultimate Fighter 28 Finale) fue un evento de artes marciales mixtas producido por Ultimate Fighting Championship el 30 de noviembre de 2018 en el Palms Casino Resort, en Las Vegas, Nevada.

## Historia
El evento estelar contó con un combate entre el excampeón de peso ligero de UFC Rafael dos Anjos y el ganador del The Ultimate Fighter: American Top Team vs. Blackzilians en el peso wélter Kamaru Usman.
Gilbert Melendez tenía previsto enfrentarse a Arnold Allen en el evento. Sin embargo, Meléndez se retiró de la pelea el 5 de noviembre debido a una lesión y fue reemplazado por el excampeón peso pluma de WSOF, Rick Glenn. En cambio, el 16 de noviembre, Allen se retiró también tras una lesión mientras entrenaba y fue reemplazado por el recién llegado Kevin Aguilar.
Se esperaba que Ashlee Evans-Smith se enfrentara a Antonina Shevchenko en el evento. Sin embargo, Evans-Smith se retiró el 8 de noviembre y fue reemplazada por Ji Yeon Kim.
Un combate de peso gallo entre Boston Salmon y Khalid Taha fue programado para el evento. Sin embargo, el combate fue retirado de la cartelera por razones desconocidas.
En el pesaje, Rick Glenn y Ji Yeon Kim fallaron el peso requerido para sus respectivas peleas. Glenn pesó 148.5 libras, 2.5 libras sobre el límite de las 146. Mientras tanto, Kim pesó 130.5 libras, 4.5 libras sobre el límite de las 126. Ambos fueron multados con el 20% de su pago, que fue a sus oponentes Kevin Aguilar y Antonina Shevchenko.

## Bonificaciones
Los siguientes peleadores recibieron $50,000 en bonos:
- Actuación de la Noche: Kamaru Usman, Juan Espino, Joseph Benavidez y Roosevelt Roberts